# Alpecin
Alpecin is een merk van haarverzorgingsproducten van het Duitse bedrijf Dr. Kurt Wolff GmbH & Co. KG. uit Bielefeld. Het betreft producten tegen haaruitval, grijze haren en roos voor mannen. Alcina is een merk van cosmetica- en haarverzorgingsproducten van hetzelfde bedrijf voor vrouwen.

## Wielersponsoring
Van 1968 tot 1970 was Dr. Kurt Wolff een aantal jaren cosponsor, samen met bandenfabrikant Continental en fietsfabrikant Batavus uit Nederland, van de wielerploeg Batavus-Continental-Alcina, waarvoor o.a. Leo van Dongen, Leijn Loevesijn, Dieter Puschel, Peter Glemser, Hans Junkermann en Karl-Heinz Kunde reden. 
Begin 2012 trok het bedrijf ex-wielerprof Jan Ullrich aan als PR-man. Hij werd "ambassadeur" van het merk en specifiek van de "Alpecin Days", een fietsevenement op en rond de wielerbaan van Bielefeld.
Bij de start van de Ronde van Frankrijk 2012 meldde het persbureau DPA dat Alpecin in 2013 hoofdsponsor zou worden van een nieuwe Duitse wielerploeg, rond de broers Fränk en Andy Schleck. De Deen Kim Andersen werd genoemd als ploegleider. Dit project ging echter niet door. In 2015 werd Alpecin wel cosponsor van de wielerploeg Team Giant-Alpecin die uitkomt in de UCI World Tour. Van 2017 tot en met 2019 was Alpecin co-sponsor van de wielerploeg  Katusha-Alpecin, eveneens uitkomend in de UCI World Tour. Sinds 2020 treedt Alpecin op als de nieuwe hoofdsponsor van de voormalige Corendon-Circus ploeg van onder meer Mathieu van der Poel, die nu verder gaat als wielerploeg Alpecin-Fenix.